# Stictolampra punctata
Stictolampra punctata är en kackerlacksart som först beskrevs av Brunner von Wattenwyl 1865.  Stictolampra punctata ingår i släktet Stictolampra och familjen jättekackerlackor.
Artens utbredningsområde är Sri Lanka. Inga underarter finns listade i Catalogue of Life.